# Mary Hay
Pour les articles homonymes, voir Hay.
Mary Hay (Fort Bliss, 22 août 1901 - Inverness, 4 juin 1957) est une danseuse américaine, une actrice de comédie musicale et du cinéma muet, une dramaturge et une Ziegfeld Girl, active au cours de la décennie connue sous le nom des Roaring Twenties.

## Biographie
Mary Hay Caldwell est née à Fort Bliss au Texas, de Frank Merrill Caldwell (1866-1937), diplômé de l'Académie militaire de West Point et officier de carrière de l'armée, et de Mary Hay (1865-1957), elle-même fille d'un commerçant d'Oshkosh, au Wisconsin,. Hay était diplômée de l'école de filles Head-Royce School  à Berkeley, et avait étudié la danse au studio Denishawn de Ruth Saint Denis à Los Angeles. Au cours de cette période, les cinéastes recrutaient souvent des étudiantes chez Saint Denis qui obtenaient des petits rôles, ce qui conduisit un jour Mary Hay à être choisie par D. W. Griffith pour jouer la petite danseuse française dans le film se déroulant pendant la Première Guerre mondiale Cœurs du monde (Hearts of the World) en 1918,.
Sur les conseils de Griffith, et afin d'avoir une expérience sur scène avant d'entrer au cinéma, Hay se rend l'année suivante à New York où elle a l'occasion de jouer dans une comédie parodique des Ziegfeld Follies, une sorte de farce où elle joue face à un chien, lequel est joué par le comédien Phil Dwyer. Se rendant compte qu'elle possède une vraie présence sur scène, Ziegfeld l'élève rapidement au rang de danseuse dans son show Nine O'clock Frolic, Ziegfeld Follies de 1919 et Ziegfeld Girls de 1920, des spectacles organisés au New Amsterdam Theatre,
En 1920, Mary Hay convainc D. W. Griffith qu'elle est prête à assumer le rôle de la nièce de l'écuyer, après la mort prématurée de l'actrice Clarine Seymour survenue lors du tournage de son adaptation de l'œuvre de Charlotte Blair Parker et Joseph R. Grismer, Way Down East. Hay connaissait l'acteur Richard Barthelmess, qui jouait face à Lillian Gish, depuis qu'elle avait travaillé sur Hearts of the World. Leurs fiançailles, puis leur mariage le 18 juin 1920 en l'église Church of the Heavenly Rest de Manhattan, furent largement couverts par les tabloïds de presse et les quotidiens,.

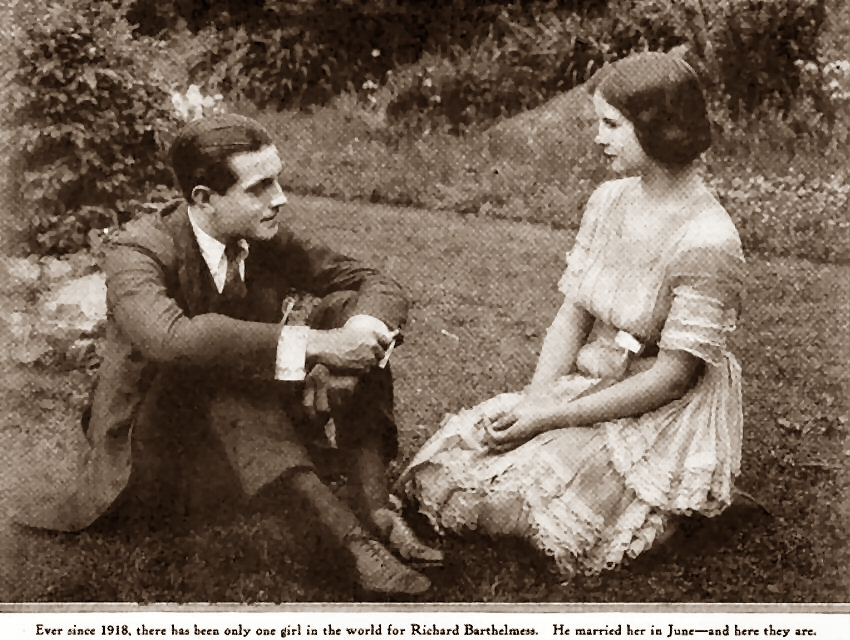
Photographie de Richard Barthelmess et Mary Hay publiée dans Photoplay, 1920

En décembre de la même année, Hay joue face à Marilyn Miller et Leon Errol le rôle de Rosalind Rafferty dans Sally, une comédie musicale produite par Ziegfeld, écrite par Guy Bolton sur des paroles de Clifford Gray et une musique de Jerome Kern et Victor Herbert, production qui obtient un énorme succès. Hay obtient le second rôle de Miss Barbara Sternroyd dans Marjolaine, une comédie musicale de Catherine Chisholm Cushing qui est créée au théâtre Broadhurst le 24 janvier 1922. Marjolaine, d'après la comédie Pomander Walk de Louis N. Parker, ne tarda pas à être critiquée par le pasteur baptiste John Roach Straton, pour avoir contribué à la perte de la vertu féminine en Amérique. Dans une lettre ouverte au New York Times, le producteur de la pièce, Russell Janney, a défendu la pièce et ses interprètes en invitant le clergé à une représentation spéciale en matinée. Marjolaine s'est achevée fin mai après une série de 136 représentations à succès.
Le jour de Noël 1925, Hay crée le rôle-titre dans Mary Jane McKane (en) , une comédie musicale de William Carey Duncan et Oscar Hammerstein II. La pièce a un succès grandissant au Théâtre Impérial qui se prolonge jusqu'en mai 1926. En septembre, elle joue Weenie Winters dans la comédie musicale extraordinairement réussie Sunny (en) d'Oscar Hammerstein II et Otto Harbach. Sunny est créée au New Amsterdam le 22 septembre 1925 et s'achève après 517 représentations, le 11 décembre 1926.
La performance suivante de Mary Hay à Broadway a lieu au Théâtre Alvin dans le rôle de Polly Tees, dans Treasure Girl (en), une comédie musicale moyennement réussie de Fred Thompson et Vincent Lawrence sur une musique et des paroles d'Ira et George Gershwin. Treasure Girl se termine à Alvin le 5 janvier 1929, après 68 représentations. Sous les pseudonymes de Bruce Spaulding et Anthony Baird, Hay et Nella Stewart écrivent la farce She's No Lady créée à Chicago le 2 mars 1930 et qui reçoit de bonnes critiques. Sa dernière pièce à Broadway est Greater Love, qu'elle a co-écrit et joué. La huitième et dernière représentation a lieu au Liberty Theatre, le 19 mars 1931.
La carrière hollywoodienne de Hay se compose de deux autres films connus, Civilisés ! (Eastward Ho!) sorti en 1919, et New Toys, sorti en 1925. Dans ce dernier film, elle y incarne Mary Lane, face à son époux à la ville qui tient le rôle de Will Webb. En mai 1925, Hay se sépare de Barthelmess avec un arrangement pour partager la garde de leur jeune fille, Mary Hay Barthelmess. Au cours de cette période, elle a effectué un show avec Clifton Webb (Tom Lawrence dans New Toys) en se produisant dans des clubs en Europe et plus tard en Amérique.
Son mariage prend fin à la mi-janvier 1927, quelques semaines après qu'un tribunal de Paris ait accordé un décret de divorce, et plusieurs mois après que Hay ait voyagé en France dans ce seul but. Le 9 avril 1927 à Greenwich, dans le Connecticut, Hay épouse Vivian Bath, un riche marchand de caoutchouc britannique de Singapour, où les deux projettent de vivre. Ce mariage s'achève en 1934 à San Francisco, six ans après la naissance de leur fille Anne.
Hay se fixe à San Francisco où elle s'investit dans de petites productions théâtrales et, en 1939, elle épouse l'artiste Richard Hastings, un petit-fils de Serranus Clinton Hastings,. La troisième fille de Hay, Joyce Hastings, naît l'année suivante en Géorgie, non loin de leur deuxième maison à Carrabelle, en Floride.
Hay divorce à nouveau vers 1952, au moment où elle commence à souffrir d'une maladie cardiaque. Elle meurt à son domicile d'Inverness, en Californie, avec sa plus jeune fille à son chevet, le 4 juin 1957. Environ un mois plus tard, la mère de Mary Hay meurt à son tour à San Francisco.

## Filmographie complète

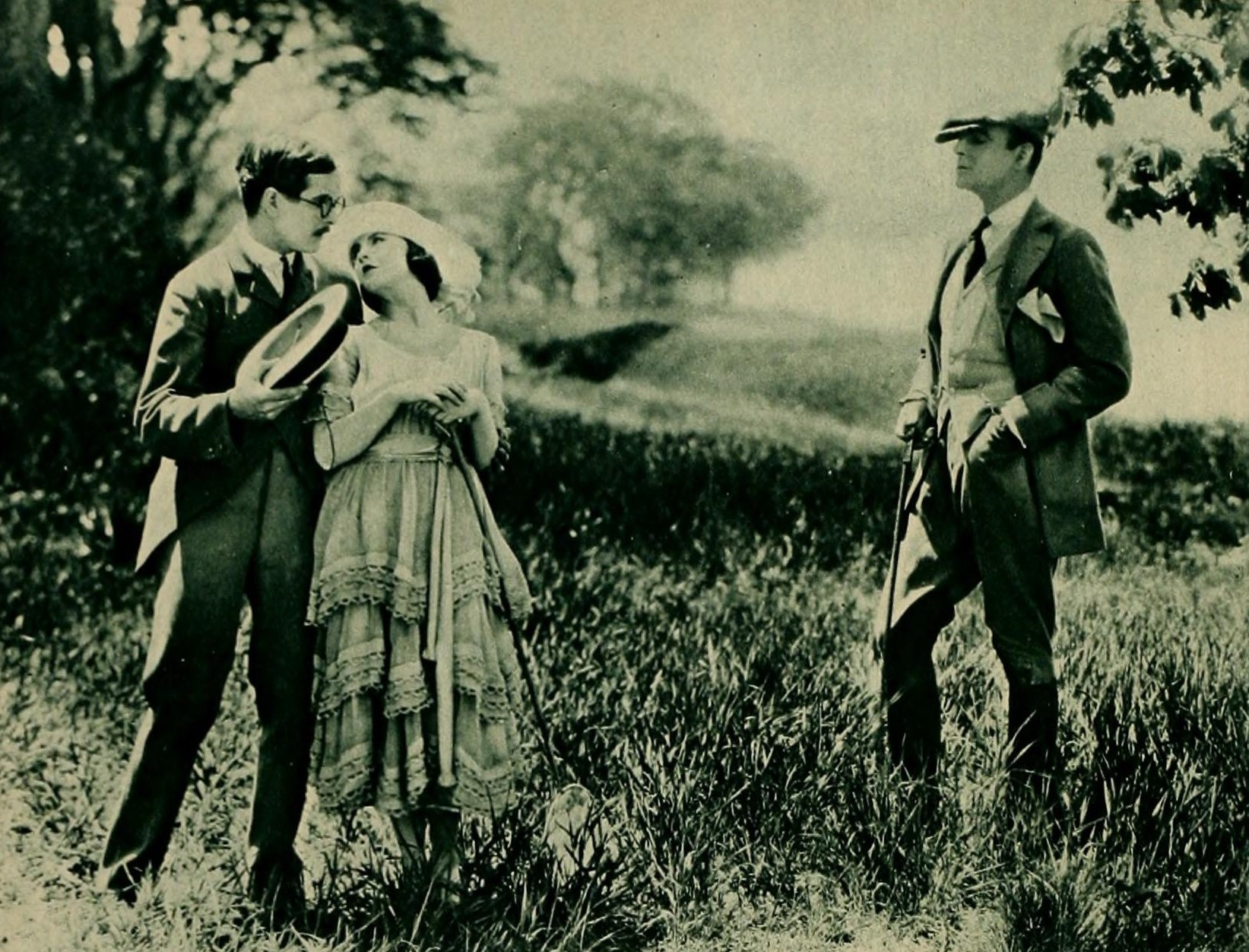
Dans À travers l'orage.

- 1918 : Cœurs du monde (Hearts of the World) de D.W. Griffith : une danseuse
- 1919 : Civilisés! (Eastward Ho!) de Emmett J. Flynn : Kitty Mason
- 1920 : À travers l'orage (Way Down East) de D.W. Griffith : Kate Brewster, la nièce de l'écuyer
- 1925 : Nex Toys de John S. Robertson : Mary Lane